# Melampus ovuloides
Melampus ovuloides är en snäckart som beskrevs av Baird 1873. Melampus ovuloides ingår i släktet Melampus och familjen dvärgsnäckor. Inga underarter finns listade i Catalogue of Life.